# Pseudostenophylax morsei
Pseudostenophylax morsei is een schietmot uit de
familie Limnephilidae. De soort komt voor in het Oriëntaals gebied.